# Ulrich II. von Walsee

Stammwappen derer von Walsee

Ulrich II. von Walsee († 12. Juli 1359), aus dem Ministerialengeschlecht der Walseer, Gefolgsmann von Herzog Albrecht II., war von 1329 bis 1359 Landeshauptmann der Steiermark. Dieses Amt hatten auch sein Vater Ulrich I. von Walsee und sein Sohn Eberhard VIII. von Walsee inne.

## Leben
Im Frühling 1316 begleitete Ulrich II. erstmals seinen Vater Ulrich I. von Walsee auf einem Feldzug nach Schwaben. Nachdem er sich im Kampf bei Esslingen am Neckar am 19. September 1316 ausgezeichnet hatte, wurde Ulrich II. zum Ritter geschlagen. Ulrich tat sich auch im Jahr 1318 beim Sturm auf die Stadt Colmar im Elsass hervor. Am 12. Juli 1320 schlug Ulrich I. mit seinem Sohn Ulrich II. von Walsee und seinem Schwager Ulrich V. von Pfannberg bei Padua die Truppen des Stadtherrn von Verona, Cangrande della Scala, den sie auch vorübergehend gefangen nahmen. In der Schlacht bei Mühldorf 1322 wurde Ulrich II. verwundet, gefangen genommen und wie viele andere Mitgefangene in strenge Haft nach Prag gebracht, wo er erst Ende 1323 gegen Lösegeld freikam. Im Sommer 1324 begleiteten Ulrich II. und sein Vater die Herzöge Otto der Fröhliche von Österreich und Heinrich von Kärnten auf dem Zug nach Treviso und Padua, um wiederum gegen Cane della Scala zu kämpfen.
Als sein Vater Ulrich I. am 29. Jänner 1329 starb, übernahm Ulrich II. die Hauptmannschaft in der Steiermark. Seine Hauptaufgabe war es, die Erwerbung Kärntens durch die Habsburger vorzubereiten. Der Übergang der Weißenegger Güter im Lavanttal an Ulrich II. und seine Brüder förderte die Beziehungen, die man von habsburgischer Seite mit Kärntens Adel unterhielt. Ulrich II. vermittelte im Konflikt, den Bischof Bernhard(?) von Bamberg und sein Bruder Heinrich V. Schenk von Reicheneck mit Konrad von Auffenstein und den Ortenburgern austrug, um beide Parteien für die Habsburger zu gewinnen. Dabei bot er sich dem Bischof als Bürge für die Freilassung des gefangenen Friedrich von Auffenstein an. Bei dem Bündnis mit dem Erzbistum Salzburg vom 29. März 1335 wurde Ulrich II. zu einem der herzoglichen Schiedsleute bestimmt, die gemeinsam mit salzburgischen Schiedsrichtern über die Salzburger Ansprüche in Kärnten entscheiden sollten. Als Herzog Heinrich von Kärnten Anfang April 1335 starb, belehnte Kaiser Ludwig IV. die Habsburger sofort mit Kärnten. Ulrich II. von Walsee und Ulrich V. von Pfannberg überbrachten die Nachricht nach Kärnten und bestätigten deren alte Freiheiten. Ohne Widerstand konnte Herzog Otto das Land Kärnten nach kurzer Zeit in Besitz nehmen.
Im Jahr 1345 begleitete Ulrich II. König Johann von Böhmen auf seinem Feldzug gegen Krakau nach Polen. Im Sommer 1352 und Juni 1354 war Ulrich II. bei den Feldzügen Herzog Albrechts gegen die Zürcher dabei.
Seinen geliebten Herzog Albrecht II. überlebte Ulrich II. nur um ein Jahr. Sein einzig noch lebender Sohn Eberhard VIII. von Walsee übernahm das Amt des Hauptmanns in der Steiermark und den gesamten väterlichen Besitz.

## Besitzungen
Nach dem Verkauf der schwäbischen Stammgüter erwarb Ulrich II. 1331 die oststeirische Pfandherrschaft Waxenegg. In der Umgebung von Celje kamen im selben Jahr die drei Festen Hochenegg (Vojnik), Sachsenfeld (Žalec) und Sachsenwart an die Walseer. Weiters kam es zu zahlreichen kleineren Besitzerweiterungen.